# Balta, Ukraina

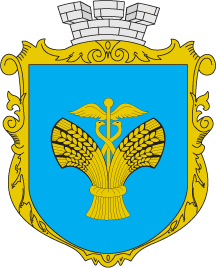
Baltas vapen.

Balta (ukrainska: Балта uttal (fil); ryska: Балта) är en stad i Odessa oblast i Ukraina. Balta, som grundades år 1699[källa behövs], hade 19 772 invånare år 2004.

## Historia
Balta är beläget vid Södra Buhs biflod Kodyma. 1924–1929 var Balta huvudstad i Moldaviska SSR. År 1940 blev Balta en del av Ukraina.